# Tubert
Tubert (en llatí Tubertus) era un cognomen que va usar la gens Postúmia, d'origen patrici.
Els personatges més destacats d'aquesta família van ser:
- Publi Postumi Tubert, cònsol el 505 aC i el 503 aC
- Aule Postumi Tubert, magister equitum el 433 aC i dictador el 431 aC